# Farewell Creek
Farewell Creek är ett vattendrag i Kanada.   Det ligger i provinsen Ontario, i den sydöstra delen av landet, 300 km sydväst om huvudstaden Ottawa.
Omgivningarna runt Farewell Creek är en mosaik av jordbruksmark och naturlig växtlighet.